# فرقة جيتارا
فرقة جيتارا هي فرقة غنائية كويتية تأسست عام 1999، تتميز بلون الغناء الشبابي والسريع.

## التأسيس
تأسست الفرقة عام 1999 وتكونت من أربعة أعضاء فهد شموة، خالد شموة، رهف وريناد، وهم طلاب في المعهد العالي للفنون الكويت 
انسحبت رهف عام 2002 ليحل محلها أحمد الجابري لكنها عادت لاحقا لتنفرد بالغناء لوحدها،قدمت الفرقة أربعة ألبومات من إنتاج شركة روتانا آخرها كان عام 2008 بعد خلافات مع الشركة، قدمت أغاني أبرزها يا «غالي» و أغنية «ديو» مع الفنانة المصرية شيرين وجدي بعنوان لفيت بلاد الله، شاركت الفرقة في حفلات عدة في الكويت وخارجها مثل هلا فبراير عام 2003 

## الألبومات[4]
| العام | الألبوم     | المنتج |
| ----- | ----------- | ------ |
| 2001  | كنت أظن     | روتانا |
| 2002  | قصتي        | روتانا |
| 2006  | جيتارا 2006 | روتانا |
| 2008  | جيتارا 2008 | روتانا |

## الأغاني المصورة
| الأغنية                      | المخرج       | المنتج | العام |
| ---------------------------- | ------------ | ------ | ----- |
| يا غالي                      | يعرب بو رحمة | روتانا | 2001  |
| لفيت بلاد الله مع شيرين وجدي | ميرنا خياط   | روتانا | 2003  |
| ميا موري                     | ميرنا خياط   | روتانا | 2004  |
| هيه هيه                      | ميرنا خياط   | روتانا | 2004  |
| وريني                        | كلود بركات   | روتانا | 2006  |